# Alfred Gütgemann
Alfred Peter Wilhelm Gütgemann (* 14. Dezember 1907 in Mehlem bei Bonn; † 17. Januar 1985 in Bonn) war Professor für Chirurgie und von 1954 bis 1977 Direktor der Chirurgischen Klinik des Universitätsklinikums Bonn.

## Leben
Alfred Gütgemann besuchte die Oberrealschule in Bonn. Nach dem Abitur im Jahr 1927 studierte er Medizin an der Rheinischen Friedrich-Wilhelms-Universität, an der 1934 mit der Studie Untersuchungen über den Blutmilchsäurespiegel bei Operationen in Athernarkose, Lumbal- und Lokalanaesthesie zum Dr. med. promoviert wurde. An der Chirurgischen Universitätsklinik war er Schüler von Erich von Redwitz, bei dem er sich 1941 habilitierte. 1942/43 leitete er ein Wehrmachtslazarett in Smolensk zur Behandlung von Knochen- und Gelenkverletzungen. Seit 1947 apl. Professor, wurde er 1954 Redwitz' Nachfolger.
In der Zeit, als Gütgemann Direktor der Bonner Klinik war, wurden eigene Abteilungen für Klinische Chemie und Chirurgische Forschung begründet. Dies führte unter anderem zu der Entwicklung einer eigenen Herz-Lungen-Maschine. Ein Schwerpunkt der Klinik war die Chirurgie von Speiseröhre und Magen sowie von Leber, Gallenblase und Gallenwegen. Eine eigene Station war für Patienten, die an den Folgen einer Leberzirrhose litten, reserviert.
Die intensive Beschäftigung mit den Erkrankungen der Leber führte dazu, dass unter Gütgemann sein Mitarbeiter Jong-Soo Lee am 19. Juni 1969 die erste Lebertransplantation in Deutschland vornahm. Sein Patient, ein 30-jähriger Mann mit Leberzellkarzinom im Endstadium, erhielt das gesunde Organ eines kurz zuvor an einem Hirnschlag gestorbenen gleichaltrigen Mannes. Der Transplantatempfänger lebte sieben Monate mit dem neuen Organ, bis auch er an Leberversagen infolge einer Hepatitis verstarb.  Insgesamt wurden unter Gütgemann sieben Lebertransplantationen durchgeführt, bevor sich das Zentrum der deutschen Transplantationsmedizin von Bonn an die Medizinische Hochschule Hannover zu Rudolf Pichlmayr verlagerte. 1977 wurde Gütgemann emeritiert.
In seiner Zeit als Ordinarius in Bonn gingen sieben neue Lehrstühle aus der Klinik hervor: Neurochirurgie 1954 (Peter Röttgen), Orthopädie 1967 (Helmut Rössler), Klinische Biochemie 1968 (Heinz Breuer), Urologie 1971 (Winfried Vahlensieck), Nuklearmedizin 1972 (Cuno Winkler), Anästhesiologie 1973 (Horst Stoeckel) und Herz- und Gefäßchirurgie 1977 (Paul Gerhard Kirchhoff).

## Ehrungen
- Präsident der Deutschen Gesellschaft für Chirurgie (1970/71)
- Großes Bundesverdienstkreuz (1981)
- Ehrenmitglied der Deutschen Gesellschaft für Chirurgie (1982)
- Mitglied der Deutschen Akademie der Naturforscher Leopoldina (1971)

## Schriften (Auswahl)
- Untersuchungen über den Blutmilchsäurespiegel bei Operationen in Athernarkose, Lumbal- und Lokalanaesthesie. (Bonn, Univ., Diss., 1934).
- mit Hans-Wilhelm Schreiber: Die Chirurgie des Magensarkoms. Thieme, Stuttgart 1960.
- mit Alexander Bernhard, Karl Dietmann, Peter Geisler, Bernhard Kreutzberg, Ehrhard Raschke: Intracardiale Eingriffe bei völliger Kreislaufunterbrechung in tiefer Perfusionshypothermie. In: Thoraxchirurgie und vaskuläre Chirurgie. Bd. 10 (1963), S. 677–684, DOI:10.1055/s-0028-1096552.
- mit Hans-Wilhelm Schreiber: Das Magen- und Kardia-Karzinom. Enke, Stuttgart 1964.
- mit Karl-Heinz Schriefers, Gregor Eßer, Jong-Soo Lee, Karl-Josef Paquet, Christoph Käufer: Erfahrungsbericht über eine homologe Lebertransplantation. In: Deutsche Medizinische Wochenschrift. Bd. 94 (1969), S. 1713–1717, DOI: 10.1055/s-0028-1110331, PMID 4309275.